# Ryūji Saikachi
Ryūji Saikachi (jap. 槐 柳二 Saikachi Ryūji; ur. 27 marca 1928 w Tokio, zm. 29 września 2017 tamże) – japoński aktor głosowy. Występował m.in. w roli Mateusza Cuthberta w anime Ania z Zielonego Wzgórza oraz w roli Rafiki w japońskiej wersji Króla lwa. Związany z Theatre Echo.

## Role głosowe w anime
1966
- Kimba, biały lew
- Sally czarodziejka

1969
- Czarodziejskie zwierciadełko
- Tygrysia Maska
- Muminki (anime z 1969)

1970
- Ashita no Joe
- Syrenka Mako – ojciec bliźniąt

1971
- Jaskiniowy chłopiec
- Tensai Bakabon – Rerere no Ojisan

1972
- Wojna planet

1972
- Pinokio

1973
- Doraemon (anime)

1975
- Sindbad – król
- Laura, dziewczynka z prerii – Fitchi
- Time Bokan – Kieta Hakase,
- Pszczółka Maja, Doktor Henryk (ślimak)

1977
- Baseballista
- Fantastyczny świat Paula – Jabosuki
- Yattaman – stary mężczyzna (odc. 8)

1978
- Przygody Charlotte Holmes – Claude

1980
- Ania z Zielonego Wzgórza – Mateusz Cuthbert
- Astro Boy (anime z 1980)
- Cudowna podróż
- Filiputki

1982
- Tajemnicze Złote Miasta – Apo

1984
- Starzan – Obi Wan Senobi
- Cat’s Eye

1985
- Mała księżniczka

1986
- Maison Ikkoku – dziadek Otonashi

1987
- Małe kobietki – Henry Murdoch
- Dragon Ball – Daikaiō

1989
- Hutch Miodowe Serce
- Księga dżungli
- Ranma ½ – Żaba pustelnik, dziadek

1992
- YuYu Hakusho – Dr Ichigaki
- Dragon Ball Z – Grand Kai 1996

2000
- InuYasha – Taigokumaru

2003
- Wolf’s Rain

2004
- Paranoia Agent

## Japoński dubbing seriali animowanych
- Rafiki w:
  - Król lew
  - Król lew II: Czas Simby
- Królewna Śnieżka i siedmiu krasnoludków – Apsik
- Aryskotraci – Napoleon
- Robin Hood – sir Syk
- Jock w:
  - Zakochany kundel
  - Zakochany kundel II: Przygody Chapsa
- Odlotowe wyścigi – Prof. Pat Pending

## Gry video
- Final Fantasy IV DS – Elder
- Kingdom Hearts II – Rafiki
- Kingdom Hearts: Birth by Sleep – Apsik
- Kingdom Hearts 358/2 Days – Geppetto

## Tokusatsu
- Kamen Rider
- Kamen Rider V3
- Kamen Rider Amazon – Kretopotwór
- Kamen Rider Stronger